# Gerhard Luf
Gerhard Luf (* 17. Oktober 1943 in Wien) ist ein österreichischer Rechtswissenschaftler.
Er besuchte das Gymnasium in der Kandlgasse (Matura 1961). Luf studierte von 1962 bis 1966 an der Universität Wien. Zu seinen akademischen Lehrern zählten Charlotte Leitmaier, Bruno Schmidlin und Erich Heintel. Er wurde promoviert 1966 zum Dr. iur. an der Rechtswissenschaftlichen Fakultät der Universität Wien. Vom 13. Februar bis zum 16. Juli 1967 absolvierte er eine Gerichtspraxis. Ab 1. September 1967 war er Assistent am Institut für Kirchenrecht der Rechtswissenschaftlichen Fakultät der Universität Wien. Nach der Habilitation Februar 1978 aus Rechtsphilosophie und Kirchenrecht war er ab 1. Oktober 1980 außerordentlicher Universitätsprofessor für Rechtsphilosophie und Kirchenrecht. Seit 1984 ist er Vorstand des neu gegründeten Instituts für Rechtsphilosophie und Rechtstheorie an der Rechtswissenschaftlichen Fakultät der Universität Wien. Seit 1990 ist er ordentlicher Universitätsprofessor. 2005 wurde er als korrespondierendes Mitglied der philosophisch-historischen Klasse in die Österreichische Akademie der Wissenschaften aufgenommen.
Seine Forschungsschwerpunkte sind Rechtsphilosophie Immanuel Kants, Menschenrechte (zum Beispiel: Menschenrechtsbegründung, Universalität der Menschenrechte und kulturelle Differenz, Religionsfreiheit) und Ethik in der Medizin (zum Beispiel: Gentechnologie, Menschenrechte in der Bioethik, Allokations-probleme knapper Ressourcen).

## Schriften (Auswahl)
Monographien
- Freiheit und Gleichheit. Die Aktualität im politischen Denken Kants (= Forschungen aus Staat und Recht. Band 42). Springer, Wien 1978, ISBN 0-387-81463-9.

Herausgeberschaften
- mit Werner Ogris: Der Kampf ums Recht. Forschungsband aus Anlaß des 100. Todestages von Rudolf von Jhering. Duncker und Humblot, Berlin 1995, ISBN 3-428-08435-7.

Aufsatzsammlung
- Freiheit als Rechtsprinzip. Rechtsphilosophische Aufsätze. Herausgegeben von Elisabeth Holzleithner und Alexander Somek. facultas wuv Universitäts-Verlag, Wien 2008, ISBN 978-3-7089-0299-9.